# Fuchsia lycioides
Section
Espèce
Synonymes
- Fuchsia rosea var. spinosa (C. Presl) Reiche[3]
- Fuchsia rosea Ruiz & Pav.[2],[3],[4]
- Fuchsia spinosa C.Presl[2],[3]
- Kierschlegeria lycioides (Andrews) Spach[2] [3]

Fuchsia lycioides est une espèce de plantes à fleurs dicotylédones de la famille des Onagraceae. Ce Fuchsia atypique, épineux et arbustif, se rencontre en Amérique du Sud. C'est l'unique espèce de la section Kierschlegeria. C'en est par conséquent aussi l'espèce type.

## Description
L'espèce a été décrite en 1800 par le botaniste britannique Henry Cranke Andrews. L'épithète spécifique lycioides signifie « qui ressemble aux Lycium », allusion à son aspect qui rappelle celui d'un buis épineux, Lycium afrum. Tandis que Kierschlegeria est un hommage d'Édouard Spach à son ami le docteur Kierschleger, auteur d'une flore d'Alsace,.

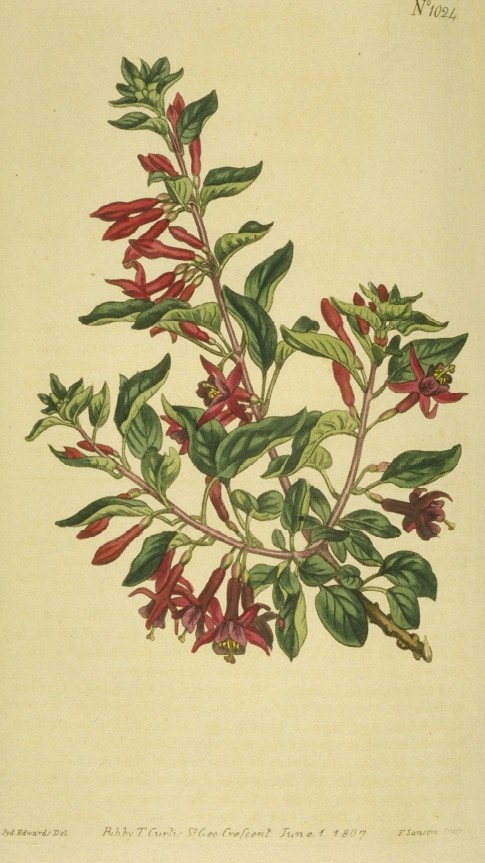
Planche botanique de 1807.
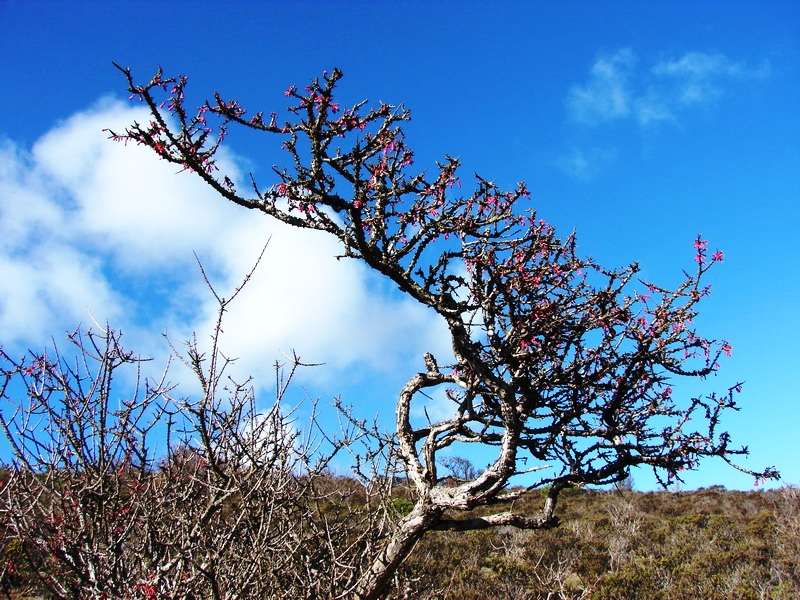
Aspect d'ensemble.
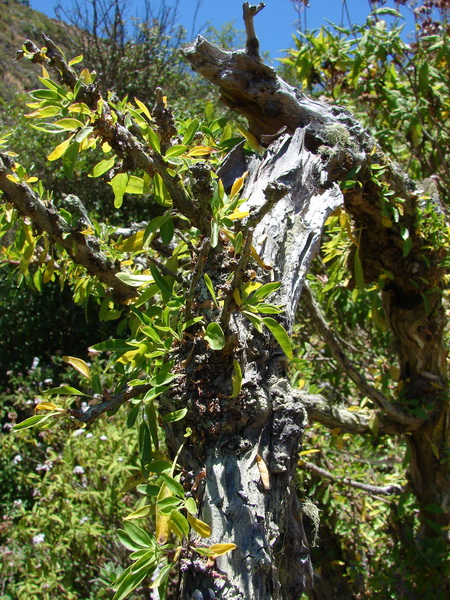
Détail d'un tronc.
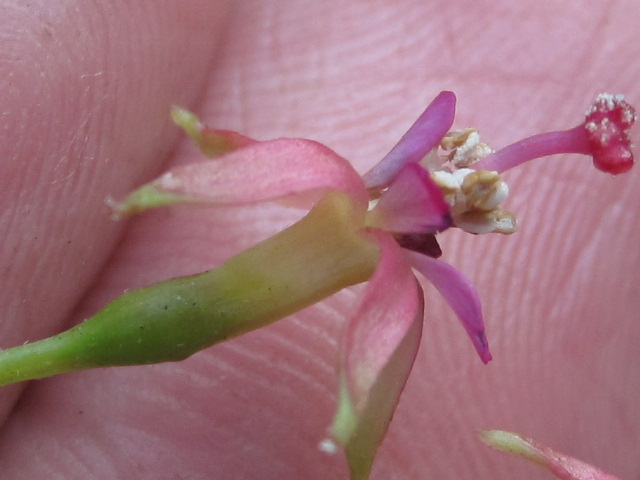
Fleur hermaphrodite.
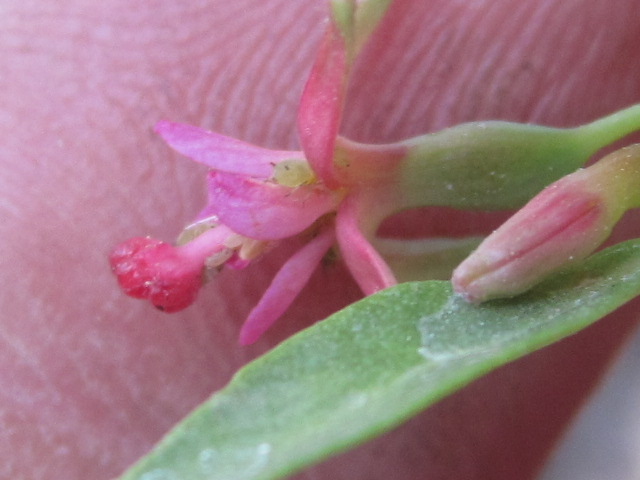
Fleur femelle.

## Répartition géographique
Cette espèce est originaire des pays suivants : Chili et Bolivie.